# 106-os busz (Pécs)
A pécsi 106-os jelzésű autóbusz Nyugat-Megyer és a Belváros kapcsolatát látta el 2011 előtt a 6-os járatot kiegészítő gyorsjáratként. Csak a 3 forgalmas megyeri és a 3 belvárosi megállónál állt meg, a megyeri megállókat délelőtt csak oda, délután csak visszafelé érintette. A járat 29 perc alatt tette meg a 11,6 km-es kört.

## Története
1985-ben indult el először a 16-os (ma 6-os) járat gyorsjárataként 116-os jelzéssel. A járat a Nevelési Központtól indult, Nyugat-Megyerben a Várkonyi Nándor utcánál és a Krisztina téren, a belvárosban pedig az autóbusz-állomásnál és az akkori Konzum Áruház elnevezésű megállókban állt meg.
1987. január 1-jétől új számozási rendszer keretén belül kapta máig is érvényes 106-os jelzését. Ekkortól kezdve megállt a Zsolnay-szobornál és délután a Főpályaudvarnál is. 1995-ig délelőtt és délután is közlekedett (délelőtt csak odafele, délután csak visszafele érintve a kertvárosi megállókat), majd a 161-es járat bevezetése után csak délután.
Később újra közlekedett délelőtt és délután egyaránt.
2006. szeptember 1-jétől a járat végállomása megváltozott, az összevont végállomásra került, amely a Sztárai Mihály úton található, így a Csontváry utca új megálló lett.
A 2000-es évek második felében a 103-as és a 107-es járattal együtt megszűnt előbb minden délutáni járat, közben délelőtt új megállóként bekerült az Enyezd utca. 2011. június 15-én a nyári menetrend lépett érvénybe, ősszel a három közül egyik sem indult újra.

## Útvonala
| Délelőtt | Délután |
| --- | --- |
| - Sztárai Mihály út - Nagy Imre út - Maléter Pál út - Málomi út - Táncsics Mihály utca - Siklósi út - Alsómalom utca - Rákóczi út - Szabadság út - Indóház tér - Vasút utca - Kálvin János utca - Siklósi út - II. János Pál út - Sztárai Mihály út | - Sztárai Mihály út - II. János Pál út - Siklósi út - Alsómalom utca - Rákóczi út - Szabadság út - Indóház tér - Vasút utca - Kálvin János utca - Siklósi út - Táncsics Mihály utca - Málomi út - Maléter Pál út - Nagy Imre út - Sztárai Mihály út |

## Megállóhelyei
| sz. | megállóhely neve | menetidő (délelőtt) | menetidő (délután) | megjegyzés                               |
| --- | ---------------- | ------------------- | ------------------ | ---------------------------------------- |
| 0   | Kertváros        | 0                   | 0                  | 2006 óta                                 |
| 1   | Csontváry utca   | 2                   | –                  | 2006 előtt Nevelési Központ (végállomás) |
| 2   | Várkonyi N. utca | 3                   | –                  |                                          |
| 4   | Krisztina tér    | 5                   | –                  |                                          |
| 5   | Enyezd utca      | 7                   | –                  | 2008 óta                                 |
| 6   | Bőrgyár          | 10                  | –                  | 2000 óta                                 |
| 7   | Autóbusz-állomás | 12                  | –                  | korábban Rózsa Ferenc utca               |
| 8   | Árkád            | 15                  | 10                 | korábban Konzum áruház                   |
| 9   | Zsolnay-szobor   | 18                  | 12                 |                                          |
| 10  | Főpályaudvar     | 20                  | 14                 | délelőtt csak óta                        |
| 11  | Bőrgyár          | –                   | 17                 | 2000 óta                                 |
| 12  | Krisztina tér    | –                   | 21                 |                                          |
| 13  | Várkonyi N. utca | –                   | 23                 |                                          |
| 14  | Csontváry utca   | –                   | 25                 | 2006 előtt Nevelési Központ (végállomás) |
| 15  | Kertváros        | 29                  | 27                 | 2006 óta                                 |

## Indításszám
A járat csak munkanapokon közlekedett, általában csak tanévben (de pl. 1999-ben a nyári tanszünetben is közlekedtek).
- 1987: délelőtt 8, délután 6
- 1992–94: délelőtt 8, délután 9
- 1995–96: délelőtt nem közlekedett, délután 9
- 1997: délelőtt nem közlekedett, délután 8
- 2002: délelőtt 12, délután 15
- 2006: délelőtt 14, délután 17
- 2010–11: délelőtt 15, délután nem közlekedett